# Jacopo Cerutti
Jacopo Cerutti (Lecco, 25 novembre 1989) è un pilota motociclistico italiano di Motorally ed Enduro.

## Biografia

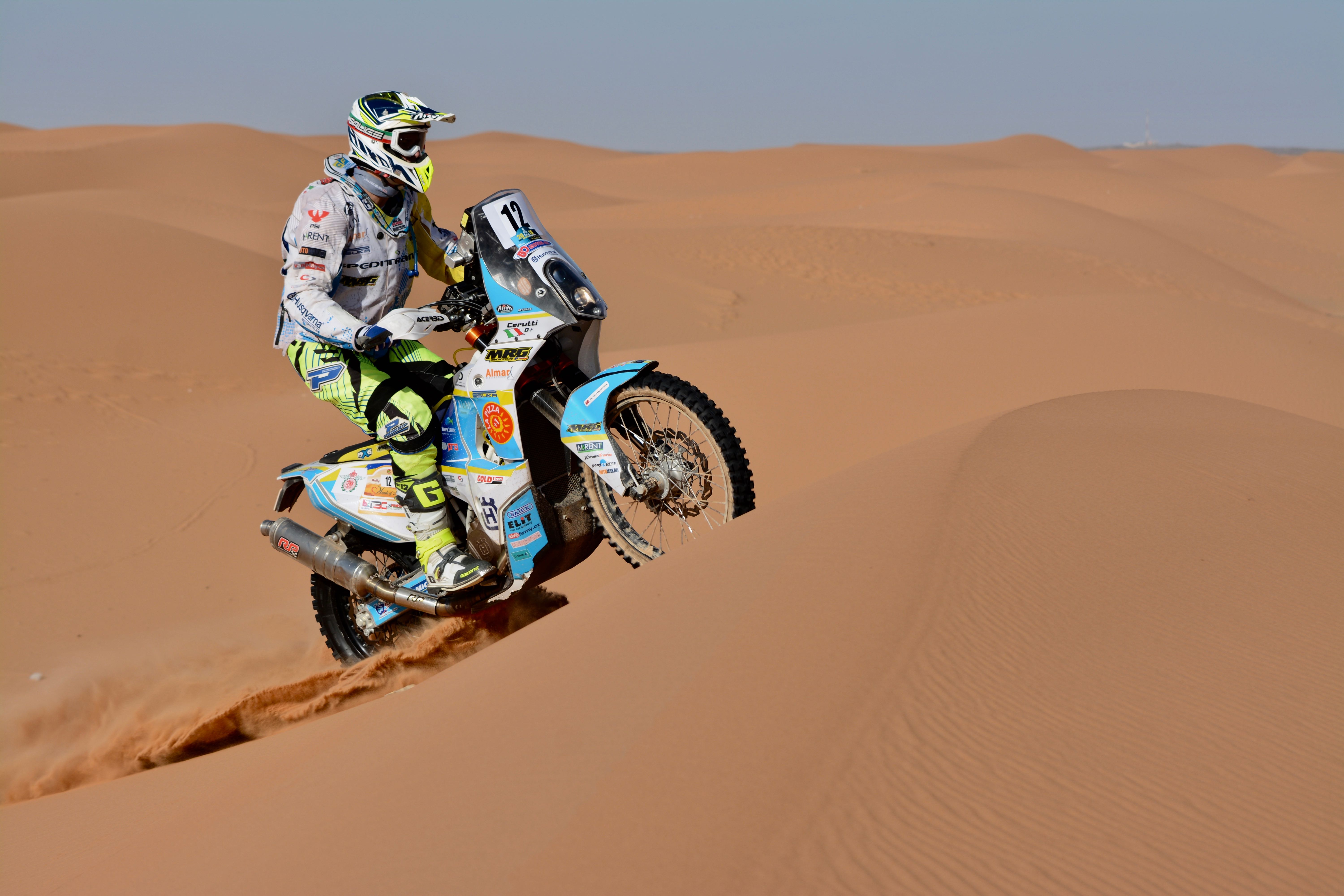
Jacopo Cerutti cavalca una duna al Merzouga Rally in Marocco

Cerutti inizia a correre nel motocross all'età di 14 anni, dopo aver avviato la sua carriera agonistica nella BMX. All'età di 16 anni, esordisce nell'enduro e nel giro di tre anni è già in lotta per il titolo di Campione Italiano Junior.
Dopo aver vinto un titolo Europeo e quattro Italiani, dal 2015 Cerutti si dedica al Motorally. Anche in questa disciplina i successi non mancano, come testimonia un 12º posto alla sua prima Dakar e tre primi posti assoluti nei Campionati Italiani correndo per il "Motoclub Intimiano".
Nel 2018 partecipa alla 40ª edizione della Dakar.
Divenuto pilota Aprilia, nel 2023 vince con la Tuareg 660 il Campionato Italiano Motorally e, con lo stesso mezzo, l'anno dopo trionfa all'Africa Eco Race, in quest'ultimo caso riportando un binomio moto-pilota italiano a vincere un rally africano dopo tre decenni.

## Palmarès

### Enduro
| Campionato Europeo Enduro  |                           |      |
| Oro                        | Campione Europeo Senior   | 2014 |
| Argento                    | Classe E1J                | 2012 |
| Campionato Italiano Enduro |                           |      |
| Oro                        | Campione Italiano Senior  | 2015 |
| Oro                        | Campione Italiano Senior  | 2014 |
| Oro                        | Campione Italiano Senior  | 2013 |
| Oro                        | Campione Italiano Junior  | 2012 |
| Six Days                   |                           |      |
| Oro                        | 1º Classificato Classe C1 | 2012 |

### Motorally
| Campionato Italiano Motorally & Raid TT |                                         |      |
| Oro                                     | Campione Assoluto e Classe 450          | 2017 |
| Oro                                     | Campione Assoluto e Classe 450          | 2016 |
| Oro                                     | Campione Assoluto, Classe 250 e Raid TT | 2015 |

#### Dakar Rally
- 2017 : Dakar Rally : Ritirato[13]
- 2016[2]: Dakar Rally : 12º

• 2024: Africa Eco Race (Dakar): 1º Classificato.

#### Altri Rally Raid
- 2017[14]: Merzouga Rally : 6º Assoluto
- 2015[15]: Hellas Rally Raid : 1º
- 2015[16]: Rally di Sardegna : 6º
- 2015[17]: OiLibya Rally : 10º